# غاليونكي
غاليونكي (بالروسية: Галёнки) هي مدينة في مقاطعة بريمورسكي كراي في روسيا.